# Göran Persson Är En Galt
Göran Persson Är En Galt er et kassettebånd af den svenske musiker og komponist Errol Norstedt fra 1997. Bortset fra opsamlingskassettebånd, er dette den sidste kassette, der er udgivet af Errol Norstedt. På kassetten spiller Errol Norstedt karakteren Carl Ivar Stenlund, der læser sin ifølge kassettens undertitel "usandsynligt dårlige" roman Göran Persson Är En Galt. 
Forsidebilleden har et billede af Errol Norstedt og hans kæreste Leila Bergendahl.

## Eksterne henvisningar
- Göran Persson Är En Galt (Side A) på Youtube, hentet d. 23 marts 2020
- Göran Persson Är En Galt (Side B) på Youtube, hentet d. 23 marts 2020
- Teksten til Göran Persson Är En Galt på Luftkaffe.se, hentet d. 23 marts 2020